# المسعودية (أعزاز)
المسعودية  قرية سوريّة تتبع إداريّاً لمحافظة حلب منطقة أعزاز ناحية أخترين، بلغ تعداد سكانها 660 نسمة حسب التعداد السكاني لعام 2004.